# Cedicus
Genre
Cedicus est un genre d'araignées aranéomorphes de la famille des Desidae.

## Distribution
Les espèces de ce genre se rencontrent en Asie et dans le Sud-Est de l'Europe.

## Liste des espèces
Selon World Spider Catalog (version 24, 01/06/2023) :
- Cedicus bucculentus Simon, 1889
- Cedicus dubius Strand, 1907
- Cedicus flavipes Simon, 1875
- Cedicus israeliensis Levy, 1996
- Cedicus pumilus Thorell, 1895

## Systématique et taxinomie
Ce genre a été décrit par Simon en 1875 dans les Agelenidae. Il est placé dans les Desidae par Lehtinen en 1967, dans les Cybaeidae par Levy en 1996 puis dans les Desidae par Marusik, Zonstein et Koponen en 2023.

## Publication originale
- Simon, 1875 : Les arachnides de France. Paris, vol. 2, p. 1-350.